# Open Europese kampioenschappen powerlifting 2017
De Open Europese kampioenschappen powerlifting 2017 waren door de European Powerlifting Federation (EPF) georganiseerde kampioenschappen voor powerlifters. De 40e editie van de Europese kampioenschappen vond plaats in de Spaanse stad Málaga van 8 tot en met 14 mei 2017.

## Uitslagen

### Heren
| klasse  | Goud                | Zilver               | Brons              |
| ------- | ------------------- | -------------------- | ------------------ |
| -59 kg  | Kirill Krut         | Dariusz Wszola       | Pawel Osmialowski  |
| -66 kg  | Konstantin Danilov  | Mariusz Grotkowski   | Hassan El Belghiti |
| -74 kg  | Sergei Gaishinetc   | Mykola Barannik      | Vitalii Kolomiiets |
| -83 kg  | Alexey Sorokin      | Evgenii Vasiukov     | Kim-Raino Roelvaag |
| -93 kg  | Margus Silbaum      | Henrik Fransson      | Alexander Huber    |
| -105 kg | Sergey Mashintcov   | Sofiane Belkesir     | Stian Walgermo     |
| -120 kg | Orhan Bilican       | Ivan Goriachev       | Tomas Sarik        |
| +120 kg | Volodymyr Svistunov | Hans Magne Baartvedt | Artem Litvinenko   |

### Dames
| klasse | Goud                | Zilver              | Brons                 |
| ------ | ------------------- | ------------------- | --------------------- |
| -47 kg | Aigul Sitdikova     | Tetyana Shlopko     | Louise Edwards        |
| -52 kg | Anna Komlaeva       | Trine Bagger        | Svetlana Saydasheva   |
| -57 kg | Victoria Karlysheva | Ellie Steel         | Ekaterina Osipova     |
| -63 kg | Olga Adamovich      | Eline Joergensen    | Antonietta Orsini     |
| -72 kg | Marte Elverum       | Ankie Timmers       | Elina Ronnqvist       |
| -84 kg | Nadezhda Sindikas   | Heidi Hille Arnesen | Valentina Barbieri    |
| +84 kg | Agnes Szabo         | Inna Orobets        | Brenda van der Meulen |